# Severino Aguilar
Severino Aguilar Fruto (el 8 de junio de 1936) es un luchador panameño. 

## Biografía
Compitió en los Juegos Olímpicos de Verano de 1968. Donde quedó eliminado en la ronda clasificatoria en la categoría de 70 kg. Medallista de bronce en los Juegos Panamericanos de 1967. Ganó tres medallas en los Juegos Centroamericanos y del Caribe, plata en los VII Juegos Centroamericanos y del Caribe y en los VIII Juegos Centroamericanos y del Caribe y bronce en los X Juegos Centroamericanos y del Caribe. Ganó tres medallas en los Juegos Bolivarianos, Segunda en los Juegos Bolivarianos de 1961 y en los Juegos Bolivarianos de 1965 y tercera en los Juegos Bolivarianos de 1970.